# اوا نر
اوا نر (انگلیسی: Eva Neer؛ زاده 1937 درگذشته ۲۰۰۱ (۶۴ ساله)) یک بیوشیمیست اهل آمریکا بود.